# Plötzlicher Kindstod
Der plötzliche Kindstod (lateinisch: mors subita infantium), plötzliche Säuglingstod oder Krippentod ist das unerwartete und nicht erklärliche Versterben eines Säuglings oder Kleinkindes, das zumeist in der (vermuteten) Schlafenszeit des Säuglings auftritt. In den Industrienationen gilt er als häufigste Todesursache von Kleinkindern jenseits der Neugeborenenperiode. Früher wurde er auch „Thymustod“ genannt. 
Der plötzliche Kindstod tritt am häufigsten im ersten Lebensjahr auf; 2 bis 6 % der Todesfälle ereignen sich allerdings noch im zweiten Lebensjahr.
Der Begriff ist auch bekannt unter der englischen Abkürzung SIDS (von engl. sudden infant death syndrome). Eng verknüpft damit ist auch der Begriff near-SIDS bzw. near-missed-SIDS, was dem im Deutschen häufiger gebrauchten ALTE (apparent life-threatening event – akutes lebensbedrohliches Ereignis) entspricht, das für primäre Schlafapnoe im Säuglingsalter steht.

## Definition
Der plötzliche Kindstod als Diagnose wurde erstmals 1970 definiert und besteht nach zahlreichen Änderungen bis heute fort: als plötzlicher Tod eines Säuglings oder Kleinkinds, für den trotz Autopsie und Untersuchung des Auffindeortes keine Ursache – wie zum Beispiel Krankheit oder Unfall – ermittelt werden kann. Es handelt sich also immer um eine Ausschlussdiagnose. Das heißt, dass der Kinderarzt oder Pathologe, manchmal auch der Rechtsmediziner (ungeklärte Todesart), alle anderen denkbaren natürlichen und nicht-natürlichen Todesursachen wie Infektionen, Stoffwechselstörungen, Blutungen (auch nach Schütteltrauma), Fehlbildungen und Unfälle (Vergiftung, Strom, Sturz, Unterkühlung, Ertrinken, Ersticken, …) ausschließen muss und auch die klinische Vorgeschichte sowie die konkreten Todesumstände keinen richtungsweisenden Anhalt geben dürfen, bevor man vom plötzlichen Kindstod sprechen kann. 
Gleichzeitig heißt dies aber auch, dass man eine Ursache für den plötzlichen Kindstod nicht kennt, sondern es nur unterschiedliche Hypothesen dazu gibt. Allerdings entstammt diese Definition der Zeit der Entdeckung dieses Phänomens, bevor der Großteil der relevanten Forschung stattfand. Mittlerweile sind häufige Übereinstimmungen bei Todesumständen bekannt und es gibt seit Jahrzehnten Diskussionen um eine Überarbeitung der traditionellen Definition, unter anderem wegen Problemen mit der Definition der Unerklärbarkeit. Offenbar wird seit langem auch versehentliches Ersticken dazugezählt.

## Epidemiologie
Der plötzliche Kindstod stellt eine große Herausforderung für die kinderpathologische Forschung und die Präventivmedizin in der Kinderheilkunde dar. Im Jahr 2014 starben in Deutschland 119 Kinder an plötzlichem Kindstod gegenüber 714.927 lebend geborenen Kindern (Risiko: 0,17 ‰). In Deutschland war der plötzliche Kindstod in diesem Jahr damit nur noch die dritthäufigste Todesart im Kindesalter jenseits der Neugeborenenperiode. Dank einer breiten Aufklärung über mögliche Risiken sinken die Zahlen in Deutschland seit vielen Jahrzehnten kontinuierlich. Für 2022 fiel die Zahl auf einen Tiefstand von 91 Kinder.
Männliche Säuglinge sind mit 60 % stärker betroffen als weibliche. Zwei Drittel der Todesfälle ereignen sich in den Wintermonaten.
Etwa 80 % der Todesfälle ereignen sich vor dem sechsten Lebensmonat des Säuglings. Dabei tritt der plötzliche Kindstod am häufigsten im zweiten bis vierten Lebensmonat des Säuglings auf.
In den meisten Fällen findet der plötzliche Kindstod während der (vermuteten) Schlafenszeit des Säuglings statt.
Eine Studie aus den USA, die 568 Fälle aus den Jahren 1991 bis 2008 untersucht hat, zeigt, dass es bei 99 % der betroffenen Kinder mindestens einen Risikofaktor gab. Bei 75 % lag ein intrinsischer und ein extrinsischer Faktor vor, bei 57 % sogar zwei extrinsische und ein intrinsischer. Lediglich bei 5 % der verstorbenen Kinder konnte kein erhöhter extrinsischer Risiko-Faktor festgestellt werden. Mangels einer Kontrollgruppe in der Studie sind diese Zahlen jedoch nur bedingt aussagekräftig. Es ist unbekannt, bei wie viel Prozent von unbetroffenen Kindern ebenfalls mindestens ein Risikofaktor vorliegt. Bedingt durch die gewählten Risikofaktoren (z. B. männliches Geschlecht) kann davon ausgegangen werden, dass auch bei einem hohen Prozentsatz der unbetroffenen Kinder mindestens ein Risikofaktor zutrifft.

## Risikofaktoren und Risikogruppen
Auf der Grundlage von Autopsien, Befragungen und Statistiken versuchen Ärzte und andere Wissenschaftler, Risikofaktoren und Risikogruppen für den plötzlichen Kindstod festzustellen.

### Risikofaktoren
Die wichtigsten Risikofaktoren sind:
- Höheres Alter der Mutter
- eine früher bereits eingetretene lebensbedrohende Krise
- ein am plötzlichen Kindstod verstorbenes Geschwisterkind
- eine Frühgeburt vor der 33. SSW oder ein sehr niedriges Geburtsgewicht
- Drogenkonsum der Mutter (vor allem polytoxikomaner Drogenkonsum[15])

Weitere Risikofaktoren des Säuglings:
- Passivrauchen sowohl während der Schwangerschaft als auch nach der Geburt
- Überwärmung
- Schlafen in Bauchlage. Nach Rückenschlaf-Kampagnen wie der erfolgreichen Kampagne „Safe to Sleep“ war ein drastischer Rückgang der Todesfälle bemerkbar.
- Zudecken des Kopfes oder ungenügende Luftzirkulation
- Die Bettumrandung (Nestchen)[16]
- Schlafen im eigenen Kinderzimmer[17]

Umstritten:
- Schlafen im Bett der Eltern[18][19] (Siehe auch: Co-Sleeping)
- Bakterium Staphylococcus aureus und Escherichia coli[20]
- Verzicht auf Stillen[21]

### Risikogruppen
Als vom plötzlichen Kindstod besonders gefährdete Gruppen zeigen sich aufgrund bisheriger Studien Kinder mit niedrigem Geburtsgewicht (Frühgeburten), Mehrlingsgeburten und Säuglinge mit mehreren älteren Geschwistern. Zudem gelten Kinder aus sozial benachteiligten Familien, Kinder besonders junger Mütter (unter 20 Jahren) sowie Kinder Alleinerziehender als überdurchschnittlich gefährdet. Ob bei Geschwisterkindern von am plötzlichen Kindstod bereits verstorbenen Kindern das Kindstodrisiko erhöht ist, wird kontrovers diskutiert.
Als besonders gefährdet gelten überdies Säuglinge, die im Schlaf sehr stark schwitzen oder Säuglinge, die durch längere Atempausen (Apnoe) auffallen. Ungewöhnliche Blässe des Kindes im Schlaf oder das blaue Anlaufen der Arme und Beine im Schlaf können ebenfalls Hinweise auf ein besonderes Risiko sein. Als gefährdet gelten überdies Kinder, die bereits ein akut lebensbedrohliches Ereignis überlebt haben.
Raucht eine Schwangere täglich mehr als zehn Zigaretten, so erhöht sich das Risiko für SIDS auf das Siebenfache. Das Risiko von SIDS bei elterlichem Tabakkonsum ist um das Zwei- bis Vierfache höher als in rauchfreien Haushalten.
Im Rahmen seltener Syndrome kann es zum Plötzlichen Kindstod kommen, so bei der Konnatalen Hyperekplexie oder dem Anderson-Tawil-Syndrom.

## Vorbeugende Maßnahmen zur Risikovermeidung
Eine der wichtigsten und effektivsten Vorsorgemaßnahmen ist die Vermeidung bzw. Reduktion der bekannten Risikofaktoren. Als vorbeugende Maßnahmen gelten:
- rauchfreie Umgebung
- Schlafzimmertemperatur 16–18 °C
- Rückenlage zum Schlafen, auch keine Seitenlage, wegen Drehens
- Schlafen im Elternschlafzimmer[26]
- feste, luftdurchlässige Matratze
- keine Bettumrandung (Nestchen)[16]
- passender Schlafsack, keine Kopfbedeckung und keine zusätzlichen Decken, Felle, Kissen, Nestchen etc.

Zudem wird empfohlen, Kinder im ersten Lebensjahr nicht im eigenen Zimmer, sondern mit den Eltern in einem Raum schlafen zu lassen. Über das gemeinsame Schlafen von Eltern und Kindern in einem Bett (sogenanntes Familienbett oder Co-Sleeping) gibt es indessen widersprüchliche Aussagen. Eine neuere Studie aus Schottland konnte nochmals zeigen, dass vor allem Säuglinge, die jünger als elf Wochen alt sind, ein erhöhtes Risiko für den plötzlichen Kindstod haben, wenn sie das Bett mit den Eltern teilen. Dagegen sind z. B. in den USA beide Ansichten aufzufinden.
Anderen Studien zufolge soll das Saugen am Schnuller eine vorbeugende Wirkung haben.
In Ländern wie Großbritannien und den Niederlanden wurden die oben genannten vorbeugenden Maßnahmen sogar über das Fernsehen bekannt gemacht mit dem Erfolg, dass die Anzahl der Todesfälle merklich gesenkt werden konnte. In den Niederlanden hat sich etwa die Zahl der plötzlichen Kindstode von 1987 (0,91 ‰ Lebendgeborene) bis 2004 (0,09 ‰ Lebendgeborene) um den Faktor 10 verringert; die Niederlande haben damit die niedrigste Kindstodrate in der westlichen Welt. In den Niederlanden existiert eine flächendeckende strukturierte Gesundheitsförderung in der Wochenbettbetreuung, durch Hebammen und Mütterpflegerinnen, die das Einhalten der Regeln des sicheren Schlafens in den ersten acht Lebenstagen mit den Eltern einüben. In Deutschland wird seit 1991 die Rückenlage als Schlafposition für den Säugling empfohlen. Zwischen 1991 und 2002 hat sich die Zahl der Kindstodfälle auch in Deutschland von 1285 Fällen 1991 auf 367 Fälle im Jahr 2002 reduziert (von 1,55 ‰ auf 0,51 ‰ Lebendgeborene), was oft auf die Empfehlung der Rückenlage und andere Präventionsmaßnahmen zurückgeführt wird.
Früher wurde gegen die Rückenlage beim Schlafen eingewandt, Kinder würden von dieser Lage eine Schädeldeformation bekommen. Untersuchungen an Kleinkindern belegen, dass von einer möglichen Deformation jedoch keine dauerhaften Veränderungen herrühren.
Sogenannte Schlafpositionierer (Babykissen) versprechen keinen Erfolg und können sogar das Kindstodrisiko erhöhen. Schlafpositionierer sollen verhindern, dass sich Säuglinge im Schlaf auf den Bauch drehen und damit eine Risikoposition für den Kindstod einnehmen. Der US-amerikanischen Aufsichtsbehörde sind jedoch zwölf Todesfälle bekannt geworden, in denen Säuglinge im Schlafpositionierer erstickten (Stand 2010). Es gibt bislang keinen wissenschaftlichen Beleg dafür, dass der Einsatz von Atemmonitoren die Häufigkeit des plötzlichen Kindstods reduziert.

## Erklärungsversuche
Die eigentliche Ursache für den plötzlichen Kindstod bleibt weiterhin unbekannt. Eine Vielzahl von Mechanismen wird diskutiert. Es gibt über zweihundert Theorien. Denkbar erscheint ein multifaktorielles Geschehen mit einem Zusammentreffen von äußeren Faktoren (wie zum Beispiel einer Infektion) und inneren Faktoren.

### Gestörter Blutfluss zum Hirnstamm
In einer im Jahr 2010 veröffentlichten Studie mit Ultraschalluntersuchungen an 18.194 gesunden Kindern wird vermutet, dass die Verminderung der Blutversorgung des Hirnstammes eine Ursache für den plötzlichen Kindstod sein könnte. Die Mangelversorgung kann bei einem kleinen Anteil der gesunden Babys (ca. 0,33 %) bereits durch ein seitliches Drehen des Kopfes in Bauchlage provoziert werden. Dazu wurden bei 18.194 Babys Ultraschallmessungen in verschiedenen Liegepositionen durchgeführt und der Blutfluss in der Arteria basilaris dopplersonographisch untersucht. Durch spezielle Aufklärung der betroffenen Eltern konnte das Risiko des plötzlichen Kindstod in der Studiengruppe signifikant verringert werden, wie die Werte der Studiengruppe – 0,055 ‰ (1:18.194) – im Vergleich zu denen der Kontrollgruppe – 1,14 ‰ (4:3.519); (p < 0,0030) – zeigen. Bereits früher war auf einen möglichen Zusammenhang hingewiesen worden.

### Störungen der Serotonin-Homöostase
Bei Studien an Gehirnen von plötzlich verstorbenen Kleinkindern wurden morphologische und biochemische Auffälligkeiten in Serotonin-produzierenden Nervenzellen der Raphe-Kerne gefunden. Versuche mit transgenen Mäusen, bei denen ein bestimmter Serotonin-Rezeptor (5-HT1A) reversibel überexprimiert wurde, zeigten, dass bei Überexpression dieses Rezeptors häufiger sporadische Bradykardien und Hypothermie auftrat. Diese Fehlregulationen des autonomen Nervensystems führten häufig zum Tod dieser Tiere, so dass Störung der Serotonin-Homöostase als eine mögliche Ursache des plötzlichen Kindstodes diskutiert wird.

### Botulismustheorie
Hier wird die Auffassung vertreten, dass eine Ursache für den plötzlichen Kindstod der Krankheitserreger Clostridium botulinum sei, der z. B. in verunreinigtem Honig vorkommen kann. C. botulinum bildet ein lähmendes Gift, das Botulinumtoxin, das das Krankheitsbild des Botulismus verursacht. Nach dieser Theorie sei die Dosis, welche davon im Honig vorhanden ist, für Erwachsene völlig harmlos. Säuglinge haben erst am Ende des zweiten Lebensjahres Magensäurewerte wie Erwachsene und auch die Darmflora ist noch nicht ausgereift und biete dem Bakterium eine Umgebung für die Vermehrung und Toxinbildung. Das Toxin gelange in den Blutkreislauf und bewirke eine Atemlähmung. Tatsächlich konnte in einer Serie von Autopsiefällen C. botulinum bei 4,3 % der 211 am plötzlichen Kindstod verstorbenen Kinder nachgewiesen werden. Einer deutschen Forschungsgruppe gelang der Nachweis von Botulinumtoxin bei 9 von 75 Autopsiefällen (davon 57 am plötzlichen Kindstod verstorbene Kinder).

### Toxische Gase
Ende des 19. Jahrhunderts wurde Bartolomeo Gosio mit der Untersuchung des plötzlichen Kindstods beauftragt und entdeckte, dass der Arsenpilz bei der Zersetzung von Tapeten, die arsenhaltige Farben enthalten, ein lebensbedrohliches Gas freisetzt, das Frederick Challenger 1932 als Trimethylarsin identifizierte.
Im Jahre 1990 veröffentlichte Barry A. Richardson, dass er den Arsenpilz auch in sämtlichen Matratzen von 45 unter SIDS-Umständen verstorbenen Babys nachweisen konnte. Betroffen seien Schlafstellen, wo Wärme und Feuchtigkeit die Pilzentwicklung begünstigen. Er vermutete, dass der Pilz in den Matratzen, die Flammschutzmittel oder Weichmacher enthalten, giftige Gase freisetzen und SIDS verursachen könne.
Eine vom englischen Department of Health 1994 bestellte Expertengruppe konnte den Erreger nicht nachweisen und ging in ihrem Bericht (Limerick-Report) vom Mai 1998 von Fehlern Richardsons aus. Auch Warnock konnte 1995 den Pilz nicht nachweisen. Richardson gab im Juni 1998 eine umfangreiche Stellungnahme zum Limerick-Report ab, in der er unter anderem erklärte, dass – anders als im Limerick-Report behauptet – die Experimente nicht nach seinen Vorgaben durchgeführt wurden. Diese Stellungnahme wurde nicht an das Forschungsteam weitergeleitet und auch sonst nicht weiter beachtet. Seit Veröffentlichung des Limerick-Reports gilt daher die Theorie der giftigen Gase auch auf internationaler Ebene als widerlegt. Daran konnte auch 2002 eine schottische Studie nichts ändern, die einen Zusammenhang zwischen gebrauchten Matratzen und dem plötzlichen Kindstod nahelegt.

### Impfungen
Von Impfgegnern ist ein möglicher Zusammenhang des plötzlichen Kindstodes mit Impfungen diskutiert worden. Bereits in den 1980er-Jahren wurde der plötzliche Kindstod mit der Keuchhustenimpfung in Zusammenhang gebracht. Dieser Verdacht wurde durch umfangreiche epidemiologische Studien widerlegt, außerdem zeigte sich, dass sich das SIDS-Risiko bei grundimmunisierten Säuglingen im Vergleich zu ungeimpften Säuglingen sogar reduziert. Schließlich hat man in Schweden beobachtet, dass die Fälle an plötzlichen Kindstod gestiegen sind, nachdem die Keuchhustenimpfungen zurückgegangen waren.
Ein weiterer möglicher Zusammenhang wurde nach Einführung von Sechsfachimpfstoffen im Herbst 2000 in Europa postuliert. So waren fünf Kinder innerhalb von 24 Stunden nach der Impfung plötzlich und unerklärt verstorben; bis zu diesem Zeitpunkt waren in Europa ca. 3 Millionen Kinder mit Sechsfachimpfstoffen geimpft worden. Die Vorfälle wurden sowohl vom Paul-Ehrlich-Institut als auch vom wissenschaftlichen Komitee der europäischen Arzneimittelagentur untersucht. Demnach gibt es keinen Zusammenhang zwischen Kinderimpfstoffen und plötzlichem Kindstod. Nach anderen Studien reduzieren (halbieren) Impfungen (auch Sechsfachimpfungen) das Risiko des plötzlichen Kindstodes.
In den USA hat eine ökologische Studie ergeben, dass die SIDS-Häufigkeit zwischen 1975 und 2009 zurückging, während die Impfquote für Diphtherie, Tetanus und Pertussis im gleichen Zeitraum anstieg. Analog verzeichnet man in Deutschland eine rückläufige Inzidenz von SIDS (1990: 15 SIDS-Fälle pro 10.000 Lebendgeburten; 2013: 2,2 Fälle pro 10.000 Lebendgeburten) bei gleichzeitiger Einführung neuer Standardimpfungen im selben Zeitraum.

### Phosphatmangel
Es gibt aktuelle Spekulationen, ob ein Phosphatmangel im Blut des Kindes ursächlich für den plötzlichen Kindstod ist. Einige andere Symptome lassen sich damit auch erklären.

## Betroffenheit der Eltern
Die Eltern werden von dem plötzlichen Tod des Kindes vollkommen überrascht. Für die Eltern besteht das Bedürfnis nach Trauer und Abschiednehmen, für die Rechtsmediziner das Bedürfnis nach Aufklärung. Die Diagnose „Plötzlicher Kindstod“ gibt der trauernden Familie trotz der zahlreichen Theorien keine Antwort auf die Frage nach der eigentlichen Ursache.
Nach einer dänischen Studie, in der das Schicksal von mehr als 21.000 Eltern untersucht wurde, deren Kinder am plötzlichen Kindstod gestorben sind, ist die Lebenserwartung dieser Eltern reduziert. Danach ist die Wahrscheinlichkeit, dass betroffene Mütter innerhalb der ersten vier Jahre nach dem Tod des Kindes Suizid begehen oder schwere Unfälle erleiden, viermal so hoch wie bei anderen Müttern, deren Kinder noch leben. Auch das Risiko der Mutter, an Krebs zu erkranken, sei um 44 % erhöht. Bei betroffenen Vätern steigt das Risiko der Selbsttötung oder für einen tödlichen Unfall auf das Doppelte gegenüber nicht betroffenen Vätern. Einer der Urheber der Studie, Jørn Olsen, erklärt dies damit, dass der Verlust des Kindes zu den schlimmsten möglichen Erfahrungen gehört und dass der dadurch bedingte Stress u. a. zu Bluthochdruck und Herzkrankheiten führen kann.